# Oumar Kalabane
Oumar Kalabane (ur. 8 kwietnia 1981 w Konakry) – gwinejski piłkarz, występuje na pozycji środkowego obrońcy.

## Kariera
Piłkarz ten swoją karierę rozpoczynał w stołecznym Hirondelles Conakry. Jego kolejnym klubem był CS Étoile de Guinée, skąd wyjechał do Tunezji. Tam przez pięć sezonów reprezentował barwy Étoile Sportive du Sahel. W 2005 roku przeniósł się do francuskiego AJ Auxerre. Pierwszą rundę spędził w rezerwach, rozgrywając 9 meczów. W przerwie zimowej został powołany do kadry pierwszego zespołu. W Auxerre zaliczył również 6 występów w Pucharze UEFA. Od sezonu 2006/2007 Kalabane jest zawodnikiem Vestelu Manisaspor. Do klubu z Turcji Gwinejczyk przeszedł za 2 miliony euro.
Kalabane jest reprezentantem Gwinei. Był członkiem drużyny narodowej podczas Pucharu Narodów Afryki 2006, kiedy to zawodnicy Syli Nationale zwyciężyli swoją grupę i odpadli w ćwierćfinale z Senegalem. W 2008 roku grał w Pucharze Narodów Afryki 2008.

## Kariera w liczbach
| Sezon   | Klub                     | Kraj        | Flaga                        | Rozgrywki              | Mecze | Bramki |
| ------- | ------------------------ | ----------- | ---------------------------- | ---------------------- | ----- | ------ |
| 1998    | Hirondelles Conakry      | Gwinea      | Gwinea                       | Championnat National   | ?     | ?      |
| 1999    | CS Étoile de Guinée      | Gwinea      | Gwinea                       | 2. liga                | ?     | ?      |
| 2000/01 | Étoile Sportive du Sahel | Tunezja     | Tunezja                      | Championnat de Tunisie | 3     | 0      |
| 2001/02 | Étoile Sportive du Sahel | Tunezja     | Tunezja                      | Championnat de Tunisie | 13    | 0      |
| 2002/03 | Étoile Sportive du Sahel | Tunezja     | Tunezja                      | Championnat de Tunisie | 19    | 0      |
| 2003/04 | Étoile Sportive du Sahel | Tunezja     | Tunezja                      | Championnat de Tunisie | 22    | 2      |
| 2004/05 | Étoile Sportive du Sahel | Tunezja     | Tunezja                      | Championnat de Tunisie | 24    | 1      |
| 2005/06 | AJ Auxerre B             | Francja     | Francja                      | CFA                    | 9     | 1      |
| 2005/06 | AJ Auxerre               | Francja     | Francja                      | Ligue 1                | 8     | 0      |
| 2006/07 | AJ Auxerre               | Francja     | Francja                      | Ligue 1                | 12    | 0      |
| 2006/07 | Vestel Manisaspor        | Turcja      | Turcja                       | Süper Lig              | 15    | 0      |
| 2007/08 | Vestel Manisaspor        | Turcja      | Turcja                       | Süper Lig              | 26    | 1      |
| 2008/09 | Vestel Manisaspor        | Turcja      | Turcja                       | Süper Lig              | 16    | 1      |
| 2009/10 | Vestel Manisaspor        | Turcja      | Turcja                       | Süper Lig              | 14    | 1      |
| 2010/11 | Vestel Manisaspor        | Turcja      | Turcja                       | Süper Lig              | 18    | 0      |
| 2011/12 | Al Dhafra Club           | ZEA         | Zjednoczone Emiraty Arabskie | UAE Football League    | 13    | 3      |
| 2012/13 | FK Qəbələ                | Azerbejdżan | Azerbejdżan                  | Premyer Liqa           | 27    | 2      |
| 2013/14 | FK Qəbələ                | Azerbejdżan | Azerbejdżan                  | Premyer Liqa           | 3     | 0      |